# بیورک
بیورک گوئدموندسدوتیر (به ایسلندی: Björk Guðmundsdóttir‎ ‎[pjœr̥k ˈkvʏðmʏntsˌtouhtɪr̥]؛ زادهٔ ۲۱ نوامبر ۱۹۶۵)، که به‌طور تک‌نامی با نام بیورک (Björk) شناخته می‌شود، خواننده، ترانه‌سرا، آهنگساز، تهیه‌کنندهٔ موسیقی و بازیگر اهل ایسلند است. او به‌دلیل صدای متمایز، گسترهٔ صوتی سه اکتاو و شخصیت عمومی غیرمتعارف خود شهرت دارد و در طول چهار دهه فعالیت، سبک موسیقایی متنوعی را توسعه داده‌است که از گونه‌های الکترونیکا، پاپ، دنس، تریپ‌هاپ، جاز و موسیقی آوانگارد تأثیر پذیرفته‌است. بیورک از پیشگامان تأثیرگذار موسیقی الکترونیک و تجربی به‌شمار می‌رود.
بیورک که در ریکیاویک زاده و بزرگ شد، در ۱۱ سالگی فعالیت موسیقی خود را آغاز کرد و در ۲۱ سالگی با گروه شوگرکیوبز به شهرت بین‌المللی رسید. پس از انحلال شگرکیوبز در سال ۱۹۹۲، او با انتشار آلبوم‌های دبیوت، پست (۱۹۹۵) و هموژنیک (۱۹۹۷) که ترکیبی از موسیقی الکترونیک و آوانگارد بودند و تحسین گستردهٔ منتقدان را برانگیختند، به‌عنوان هنرمندی تک‌خوان شناخته شد. آثار بعدی او شامل وسپرتین (۲۰۰۱) با تأثیر از موسیقی گلیچ، آلبوم آکاپلای مدولا (۲۰۰۴)، آلبوم پاپ‌محور ولتا (۲۰۰۷) و پروژهٔ چندرسانه‌ای بیوفیلیا (۲۰۱۱) همراه با اپلیکیشن آیپد بود. پس از درگذشت همکار دیرینه‌اش مارک بل، بیورک با هنرمند آرکا در آلبوم‌های ولنیکیورا (۲۰۱۵) و یوتوپیا (۲۰۱۷) همکاری کرد و آلبوم فوسورا (۲۰۲۲) نخستین تجربهٔ او به‌عنوان تهیه‌کنندهٔ انفرادی بود.
با فروش بیش از ۴۰ میلیون نسخه در سراسر جهان، بیورک از پرفروش‌ترین هنرمندان آلترناتیو در تمام دوران محسوب می‌شود. چندین آلبوم او در جمع ۲۰ اثر برتر بیلبورد ۲۰۰ قرار گرفته‌اند و ۳۱ تک‌آهنگ او وارد ۴۰ اثر برتر جداول موسیقی جهان شده‌اند؛ از جمله ۲۲ اثر در بریتانیا که سه تک‌آهنگ «It's Oh So Quiet", "ارتشی از خودم» و «Hyperballad» در میان ۱۰ آهنگ برتر و قطعاتی چون «تظاهر به مردگی", "احساسات بزرگ» و «Violently Happy» در میان ۲۰ آهنگ برتر جای گرفتند. افتخارات و جوایز او شامل نشان شاهین، پنج جایزهٔ بریت و ۱۶ نامزدی جایزهٔ گرمی (از جمله ۹ بار در بخش «بهترین آلبوم موسیقی آلترناتیو» که رکورد بیشترین نامزدی در این بخش است) می‌شود. در سال ۲۰۱۵، مجلهٔ تایم او را در فهرست ۱۰۰ فرد تأثیرگذار جهان قرار داد. مجلهٔ رولینگ استون در سال ۲۰۲۳ او را به‌عنوان شصت‌وچهارمین خواننده و هشتادویکمین ترانه‌سرای برتر تمام دوران معرفی کرد.
بیورک در فیلم رقصنده در تاریکی (۲۰۰۰) ساختهٔ لارس فون تریه نقش‌آفرینی کرد که برای آن برندهٔ جایزهٔ بهترین بازیگر زن جشنواره فیلم کن شد و برای ترانهٔ «من همه چیز را دیده ام» نامزد جایزه اسکار بهترین ترانه‌ گردید. او همچنین از حامیان سرشناس مسائل زیست‌محیطی در ایسلند است. در سال ۲۰۱۵، موزه هنر مدرن نیویورک نمایشگاهی مروری بر آثار او برگزار کرد.

## زندگی و حرفه

### ۱۹۶۵–۱۹۸۴: دوران کودکی و آغاز فعالیت
بیورک گوئدموندسدوتیر در ۲۱ نوامبر ۱۹۶۵ در ریکیاویک زاده شد. او توسط مادرش، هیلدور رونا هاوکسدوتیر (۷ اکتبر ۱۹۴۶ – ۲۵ اکتبر ۲۰۱۸) که از فعالان محیط‌زیست و مخالف ساخت نیروگاه برق‌آبی کارانهیوکار بود، بزرگ شد. والدینش پس از تولد بیورک از هم جدا شدند؛ پدرش گوئدموندور گونارسون یک برق‌کار و رهبر اتحادیه بود. بیورک و مادرش به یک کمون نقل مکان کردند. ناپدری او سایوار آرناسون، گیتاریست پیشین گروه Pops است.
بیورک در شش‌سالگی در مدرسهٔ موسیقی کودکان ریکیاویک (Barnamúsíkskóli) ثبت‌نام کرد و پیانوی کلاسیک و فلوت آموخت. او همچنین هم‌مدرسه‌ای پدر لافی، خوانندهٔ ایسلندی، بود. پس از یک اجرای مدرسه که بیورک ترانهٔ موفق سال ۱۹۷۶ من عاشق عاشق شدنم اثر تینا چارلز را خواند، معلمانش نسخه‌ای ضبط‌شده از این اجرا را به ایستگاه رادیویی RÚV – که آن زمان تنها رادیوی ایسلند بود – فرستادند. این اجرا به‌صورت ملی پخش شد و پس از آن، نمایندهٔ شرکت ضبط Fálkinn به بیورک پیشنهاد قرارداد داد. نخستین آلبوم او با نام بیورک، که در زمرهٔ آثار دورهٔ کودکی‌اش قرار می‌گیرد، در ۱۱سالگی ضبط و در دسامبر ۱۹۷۷ در ایسلند منتشر شد.
در دوران نوجوانی، با رواج پانک راک در ایسلند، بیورک گروه پانک دخترانهٔ Spit and Snot را تشکیل داد. در ۱۹۸۰، او گروه جاز فیوژن Exodus را پایه‌گذاری کرد و همچنین با گروه دیگری به نام JAM80 همکاری داشت. او در همین دوره از مدرسهٔ موسیقی فارغ‌التحصیل شد. در سال ۱۹۸۱، بیورک و باسیست یاکوب مگنوسون گروه Tappi Tíkarrass (به ایسلندی: «Cork the Bitch's Ass») را شکل دادند. این گروه در اوت ۱۹۸۲ یک ای‌پی به نام Bitið fast í vitið («Bite Hard Into the Mind») و در دسامبر ۱۹۸۳ آلبوم Miranda را منتشر کرد. Tappi Tíkarrass در مستند Rokk í Reykjavík حضور داشت و تصویر بیورک بر روی جلد نسخهٔ VHS این اثر دیده می‌شود.
در همین دوره، بیورک با گیتاریست ثور الدون و گروه سوررئالیستی مدوسا آشنا شد که شامل شاعر سیون نیز می‌شد. این آشنایی به همکاری مادام‌العمر بیورک و سیون انجامید و به تشکیل گروه Rokka Rokka Drum منجر شد. بیورک دوران فعالیتش در مدوسا را «یک دانشگاه آلیِ دست‌ساز و سرشار از خلاقیت» توصیف کرده‌است. او در سال ۱۹۸۳ در قطعهٔ «Afi» از آلبوم Örugglega اثر بیورگوین گیسلاسون به‌عنوان خوانندهٔ مهمان حضور یافت.
با توجه به احتمال لغو برنامهٔ رادیویی Áfangar، دو مجری رادیو – آسموندور یوناسون و گودنی رونار – از نوازندگان دعوت کردند تا در یک اجرای زندهٔ پایانی شرکت کنند. بیورک به همراه اینا ملکس (از گروه Fan Houtens Kókó), اینا ارن بندیکتسون (از Purrkur Pillnikk), گودلاوور کریستین اوتارسون و سیگتریگور بالدورسون (از Þeyr)، و بیریگیر موگنسن (از Spilafífl) در این اجرا حاضر شد. این گروه صدایی نزدیک به گوتیک راک ایجاد کرد و بیورک در این دوره سبک آواز خاص خود را که همراه با فریادها و جیغ‌ها بود، شکل داد. گروه در این کنسرت با نام Gott kvöld اجرا کرد و پس از تصمیم به ادامهٔ فعالیت، نام Kukl («جادوگری» به ایسلندی) را برگزید. یکی از آشنایان بیورک استودیوی ضبط خود را در اختیار گروه گذاشت و نخستین تک‌آهنگشان در ۱۹۸۳ منتشر شد. نخستین اجرای بزرگ آنان در یک جشنوارهٔ ایسلندی، با اجرای گروه Crass، گروه پانک آنارشیست انگلیسی، همراه بود و همین آشنایی به قرارداد ضبط با شرکت Crass Records انجامید. آلبوم The Eye در ۱۹۸۴ منتشر شد و گروه تور دوماهه‌ای در اروپا داشت که شامل اجرا در جشنواره روسکیلده دانمارک نیز بود. این اجرا Kukl را به نخستین گروه ایسلندی بدل کرد که در این جشنواره حضور یافته‌است. در همین سال، بیورک کتابی شعر با رنگ‌آمیزی دستی با عنوان Um Úrnat frá Björk منتشر کرد.

### ۱۹۸۵–۱۹۹۲: گروه شوگرکیوبز
آلبوم دوم گروه کوکل با عنوان Holidays in Europe (The Naughty Nought) در سال ۱۹۸۶ منتشر شد. این گروه به دلیل اختلافات شخصی منحل شد، اما بیورک همکاری خود با گوولاوگور را حفظ کرد که تحت نام الگار سسترز شناخته می‌شد. برخی از آهنگ‌هایی که آن‌ها ضبط کردند، به عنوان قطعات جانبی (B-sides) در تک‌آهنگ‌های انفرادی بیورک منتشر شدند.
بیورک اولین نقش بازیگری خود را در فیلم The Juniper Tree (فیلم‌برداری در ۱۹۸۶، انتشار در ۱۹۹۰) ایفا کرد؛ داستانی درباره جادوگری بر اساس قصه‌ای از برادران گریم به کارگردانی نیچکا کین. بیورک نقش مارگیت، دختری که مادرش به دلیل جادوگری کشته شده بود، را بازی کرد. در تابستان همان سال، اعضای سابق گروه شامل اینار اورن و الدون گروه هنری Smekkleysa (به معنای «سلیقه بد» به زبان ایسلندی) را تشکیل دادند که هدف آن همزمان فعالیت به عنوان شرکت ضبط موسیقی و انتشارات کتاب بود. دوستان مختلفی مانند ملکس و سیگتریگور از کوکل و همچنین براگی اولافسون و فریدریک ارلینگسون از پورکور پیل‌نیک به این گروه پیوستند و یک گروه موسیقی در این جمع شکل گرفت که هدف آن صرفاً کسب درآمد بود. آن‌ها ابتدا به نام Þukl شناخته می‌شدند اما تبلیغاتشان با نام کوکل (نام گروه قبلی) انجام می‌شد. در کنسرتی که از گروه ایسلندی Stuðmenn حمایت می‌کردند، خود را به عنوان Sykurmolarnir (به معنای «شوگرکیوبز» به ایسلندی) معرفی کردند. اولین تک‌آهنگ دوطرفه آن‌ها با عنوان «Einn mol'á mann» که شامل آهنگ‌های «Ammæli» («تولد») و «Köttur» («گربه») بود، در ۲۱ نوامبر ۱۹۸۶، همزمان با بیست‌ویکمین سالگرد تولد بیورک منتشر شد.

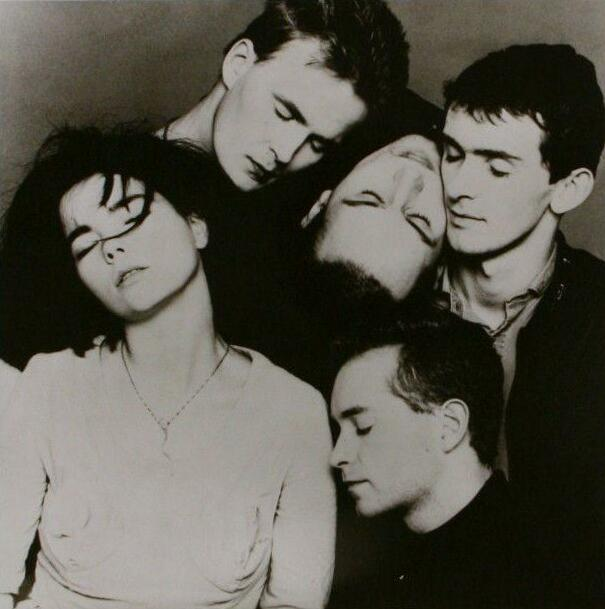
بیورک در یک عکس تبلیغاتی با گروه شوگرکیوبز در سال ۱۹۸۸

در پایان همان سال، شوگرکیوبز با شرکت وان لیتل ایندیپندنت رکوردز قرارداد بستند. اولین تک‌آهنگ انگلیسی آن‌ها با نام «تولد» در ۱۷ اوت ۱۹۸۷ در بریتانیا منتشر شد و یک هفته بعد توسط مجله Melody Maker به عنوان «تک‌آهنگ هفته» انتخاب شد. همچنین شوگرکیوبز قرارداد پخش با شرکت الکترا رکوردز در ایالات متحده امضا کرد و نخستین آلبوم خود به نام زندگی خیلی خوبه را در سال ۱۹۸۸ منتشر کرد. پس از انتشار این آلبوم، الدون و بیورک پس از تولد فرزندشان از یکدیگر جدا شدند، اگرچه هر دو در گروه بودند. این آلبوم بیش از یک میلیون نسخه در سراسر جهان فروش داشت. بیورک در آلبوم Loftmynd اثر Megas (۱۹۸۷) به عنوان خواننده پس‌زمینه همکاری کرد و همچنین در آلبوم‌های بعدی او، Höfuðlausnir (۱۹۸۸) و Hættuleg hljómsveit & glæpakvendið Stella (۱۹۹۰) نیز حضور داشت.
در سه‌ماهه آخر سال ۱۹۸۸، شوگرکیوبز در آمریکای شمالی تور موفقی برگزار کردند. در ۱۵ اکتبر، این گروه در برنامه پخش زنده شنبه شب حضور یافت. بیورک به‌تنهایی قطعه کریسمس «Jólakötturinn» («گربه کریسمس») را در مجموعه Hvít Er Borg Og Bær اجرا کرد. پس از استقبال ضعیف از آلبوم Here Today, Tomorrow Next Week! (۱۹۸۹) و یک تور طولانی بین‌المللی، گروه به حالت تعطیلی رفت. در این دوره، بیورک شروع به فعالیت‌های انفرادی کرد. در سال ۱۹۹۰، به عنوان خواننده پس‌زمینه در آلبوم Gums از گروه Bless حضور داشت. همچنین در همان سال، آلبوم Gling-Gló را با گروه جاز Tríó Guðmundar Ingólfssonar ضبط کرد که تا سال ۲۰۱۱ پرفروش‌ترین آلبوم او در کشورش به شمار می‌رفت. بیورک همچنین در آلبوم ex:el گروه ۸۰۸ State شرکت داشت که علاقه‌اش به موسیقی هاوس را پرورش داد. او در آهنگ‌های «Qmart» و «Ooops» که در سال ۱۹۹۱ در بریتانیا به صورت تک‌آهنگ منتشر شد، خوانندگی کرد. همچنین در قطعه «سقوط» از آلبوم جزیره اثر گروه Current 93 و هیلمار ارن هیلمارسون حضور داشت. در همان سال، با هارپیست Corky Hale آشنا شد و جلسه ضبطی با او داشت که بعدها به یکی از ترک‌های آلبوم آینده بیورک با نام دبیو تبدیل شد.

### ۱۹۹۳–۱۹۹۶: دبِیو و پُست
بیورک به لندن نقل مکان کرد تا به فعالیت انفرادی خود ادامه دهد. او همکاری خود را با تهیه‌کننده نِلی هوپر (که پیش از آن با گروه‌هایی مانند مسیو اتک کار کرده بود) آغاز کرد. همکاری آن‌ها منجر به خلق اولین موفقیت بین‌المللی بیورک به عنوان هنرمند انفرادی با آهنگ «رفتار انسانی» شد؛ یک قطعه موسیقی دنس مبتنی بر ریتم گیتاری که از آنتونیو کارلوس ژوبیم نمونه‌برداری شده بود. در بسیاری از کشورها این آهنگ زیاد در رادیو پخش نشد، اما ویدئوی موسیقی آن در شبکه ام‌تی‌وی بسیار پخش شد. کارگردانی این ویدئو توسط میشل گوندری انجام شد که بعدها به همکار مکرر بیورک تبدیل شد. نخستین آلبوم انفرادی بیورک با نام دبیو در ژوئن ۱۹۹۳ منتشر و با استقبال مثبت منتقدان روبرو شد؛ این آلبوم توسط نشریه ان ام ای به عنوان آلبوم سال انتخاب شد و در نهایت در ایالات متحده موفق به دریافت گواهی پلاتین شد.
دبیو جهشی بود برای بیورک که از فعالیت در گروه‌های مختلف در دوران نوجوانی و اوایل بیست‌سالگی به سوی یک فعالیت مستقل حرکت کرد. او نام آلبوم را «دبِیو» گذاشت تا نشان‌دهنده شروعی تازه باشد. این آلبوم ترکیبی از آهنگ‌هایی بود که بیورک از دوران نوجوانی می‌نوشت، همراه با همکاری‌های جدیدش در زمینه ترانه‌سرایی با هوپر. آلبوم که به سمت موسیقی رقص متمایل بود، از سازبندی متنوعی برخوردار بود. یکی از تک‌آهنگ‌های آلبوم، «ونوس در قالب یک پسر»، تنظیمی با تأثیرات بالیوود داشت. بیورک قطعه جاز استاندارد «مانند یک عاشق» را با همراهی هارپ اجرا کرد و قطعه نهایی آلبوم، «The Anchor Song»، با همراهی تنها یک گروه ساکسوفون اجرا شد.
در مراسم جوایز بریت سال ۱۹۹۴، بیورک جوایز بهترین خواننده زن بین‌المللی و بهترین هنرمند تازه‌کار بین‌المللی را از آن خود کرد. موفقیت دبیو باعث شد او با هنرمندان بریتانیایی و دیگر کشورها در قطعات تک همکاری کند. او با دیوید آرنولد در آهنگ «تظاهر به مردگی» همکاری کرد که تم فیلم جوان آمریکایی(۱۹۹۳) بود و به عنوان ترک اضافی در بازانتشار دبیو قرار گرفت. همچنین در پروژه Nearly God از تریکی دو قطعه خواند، در آهنگ «لیلیت» از آلبوم Not for Threes اثر Plaid حضور داشت و ترانه قصه های وقت خواب را برای آلبوم ۱۹۹۴ مدونا به همین نام هم‌نویسی کرد. بیورک همچنین نقش مدل در فیلم آماده پوشیدن (۱۹۹۴) را بدون ذکر نام بازی کرد.
آلبوم دوم انفرادی بیورک، پست، در ژوئن ۱۹۹۵ منتشر شد. این آلبوم با همکاری نلی هوپر، تریکی، گراهام ماسی از گروه ۸۰۸ استیت و تهیه‌کننده الکترونیک هاوی بی تولید شد. پس از موفقیت دبیو، بیورک به دنبال صداهای متنوع‌تر بود و به خصوص به موسیقی رقص و تکنو علاقه‌مند شد. تولیدات تریکی و هاوی بی حال‌وهوایی از تریپ‌هاپ و الکترونیکا به آهنگ‌هایی مانند «احتمالاً ممکنه» و «لذت» دادند. تأثیر این تهیه‌کنندگان و دوست قدیمی او گراهام ماسی باعث شد بیورک قطعاتی با ضرب‌آهنگ‌های صنعتی قدرتمند مانند «ارتشی از خودم» خلق کند. این آلبوم در فهرست «۹۰ آلبوم برتر دهه ۹۰» مجله اسپین رتبه هفتم را کسب کرد و در فهرست «۱۰۰ آلبوم برتر ۱۹۸۵–۲۰۰۵» رتبه ۷۵ را داشت. آلبوم‌های پست و هموژنیک به ترتیب در رتبه‌های ۲۱ و ۲۰ فهرست «برترین آلبوم‌های دهه ۹۰» مجله پیچفورک قرار گرفتند. در سال ۲۰۰۳، آلبوم پست در رتبه ۳۷۳ فهرست «۵۰۰ آلبوم برتر تمام دوران ها» مجله رولینگ استون قرار گرفت. در این دوره، رسانه‌ها با خلق شخصیتی تحت عنوان «پیکسی» (پری کوچک) درباره بیورک، به عجیب و غریب بودن او اشاره کردند که این موضوع بعدها در آلبوم‌های بعدی‌اش توسط خود او مورد واکاوی قرار گرفت.
اگرچه بیورک بیشتر برای ویدئوهایش مورد توجه رسانه‌های اصلی قرار گرفت تا تک‌آهنگ‌هایش، اما آلبوم پست چندین موفقیت پاپ در بریتانیا داشت و در نهایت در ایالات متحده گواهی پلاتین دریافت کرد. همچنین بیورک در آلبوم مشترک ۱۹۹۵ هکتور زازو با نام Chansons des mers froides (آهنگ‌های دریای سرد) با اجرای آهنگ سنتی ایسلندی «Vísur Vatnsenda-Rósu» مشارکت داشت.

### ۱۹۹۷–۲۰۰۰: هموژنیک و رقصنده در تاریکی

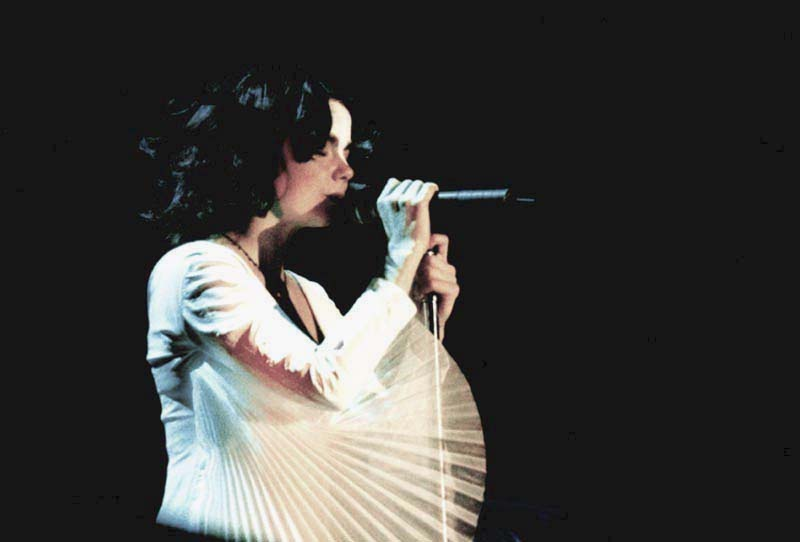
بیورک در حال اجرا در تور هموژنیک سال ۱۹۹۷

بیورک لندن را ترک کرد و به اسپانیا رفت، جایی که هموژنیک را ضبط کرد. این آلبوم در سال ۱۹۹۷ منتشر شد. بیورک در این پروژه با تهیه‌کنندگان مارک بل از گروه ال‌اف‌او، هاوی بی و ائومیر دئوداتو همکاری داشت و نسخه‌های ریمیکس متعددی نیز پس از آن منتشر شد. هموژنیک یکی از تجربی‌ترین و برون‌گراترین آثار بیورک به‌شمار می‌رود، با ضرب‌آهنگ‌های عظیمی که بازتابی از مناظر ایسلند هستند؛ به‌ویژه در آهنگ «یوگا» که ترکیبی از سازهای زهی غنی با بافت خشن و الکترونیکی دارد. این آلبوم در سال ۲۰۰۱ در ایالات متحده گواهی طلایی دریافت کرد. انتشار این آلبوم با مجموعه‌ای از ویدئوهای موسیقی همراه بود که چندین مورد آن در ام تی وی پخش شد. ویدئوی «Bachelorette» توسط همکار همیشگی بیورک، میشل گوندری، و ویدئوی «همه آکنده از عشقند» توسط کریس کانینگهام کارگردانی شد. تک‌آهنگ «همه آکنده از عشقند» همچنین نخستین تک‌آهنگ DVD منتشرشده در ایالات متحده بود که راه را برای دیگر هنرمندان در گنجاندن ویدئوی DVD و ویژگی‌های چندرسانه‌ای در تک‌آهنگ‌ها باز کرد. بیورک در این دوره ترانه‌هایی شخصی‌تر نوشت و گفت: «فهمیدم که به پایان دوره برون‌گرایی رسیده‌ام. باید به خانه برمی‌گشتم و دوباره خودم را پیدا می‌کردم.»
در سال ۱۹۹۹، از بیورک خواسته شد موسیقی متن فیلم رقصنده در تاریکی را بنویسد و تهیه کند؛ یک درام موزیکال درباره مهاجری به نام سلما که تلاش می‌کند هزینه عمل جراحی برای جلوگیری از نابینایی پسرش را فراهم کند. کارگردان، لارس فون تریه، در نهایت از او خواست نقش سلما را نیز بازی کند و او را متقاعد کرد که تنها راه واقعی برای خلق این شخصیت، ایفای نقش آن توسط آهنگساز موسیقی فیلم است. بیورک سرانجام پذیرفت و فیلم‌برداری در اوایل ۱۹۹۹ آغاز شد. این فیلم در سال ۲۰۰۰ در پنجاه و سومین جشنواره فیلم کن به نمایش درآمد، نخل طلای جشنواره را دریافت کرد و بیورک نیز جایزه بهترین بازیگر زن را برای نقش‌آفرینی‌اش به دست آورد. گزارش شده است که روند فیلم‌برداری از نظر جسمی و احساسی چنان طاقت‌فرسا بود که بیورک عهد کرد هرگز دوباره بازیگری نکند. او بعدها بیان کرد که همیشه می‌خواست در طول زندگی‌اش فقط در یک موزیکال بازی کند و رقصنده در تاریکی همان اثر بود.
موسیقی متن این فیلم با عنوان «آهنگ های سلما» منتشر شد. این آلبوم شامل دوئت «من همه چیز را دیده ام» با تام یورک از گروه رادیوهد بود که نامزد جایزه اسکار بهترین ترانه اوریجینال شد و در مراسم اسکار ۲۰۰۱  بدون حضور تام یورک اجرا شد، جایی که بیورک با لباس مشهور «قوی» خود حاضر شد.

### ۲۰۰۱–۲۰۰۳: وسپرتین و برترین ها

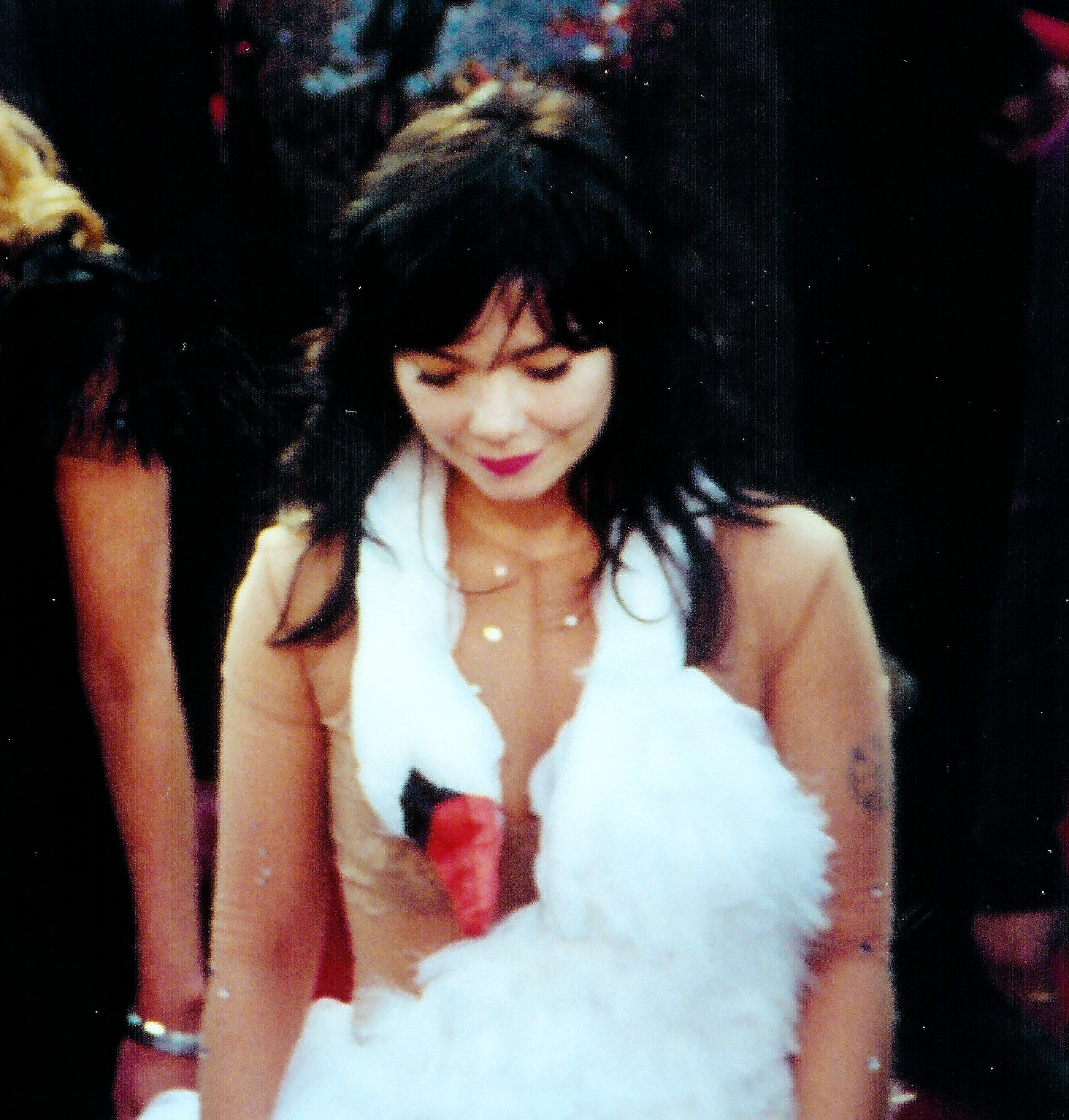
بیورک با لباس قوی خود در مراسم جایزه اسکار در سال ۲۰۰۱

در سال ۲۰۰۱، بیورک آلبوم وسپرتین را منتشر کرد که در آن از ارکسترهای مجلسی، گروه‌های کر، آوازهای آرام و نجواگونه، «میکروبیت»‌هایی ساخته‌شده از صداهای خانگی و مضامین شخصی و آسیب‌پذیر بهره گرفته شده بود. او برای این آلبوم با موسیقی‌دانان تجربی از جمله گروه Matmos، دی‌جی دانمارکی توماس ناک و نوازندهٔ چنگ زینا پارکینز همکاری داشت. منابع الهام اشعار این اثر شامل آثار شاعر آمریکایی ای. ای. کامینگز، فیلم‌ساز مستقل آمریکایی هارمونی کورین و نمایشنامهٔ ماقبل‌آخر سارا کین، نمایش‌نامه‌نویس انگلیسی، با عنوان Crave بودند. هم‌زمان با انتشار این آلبوم، کتابی رومیزی با نثر آزاد و مجموعه‌ای از عکس‌ها منتشر شد. بیورک تور جهانی وسپرتین را آغاز کرد که اجراهای آن در سالن‌های تئاتر و اپرا برای دستیابی به «بهترین کیفیت آکوستیک ممکن» برگزار می‌شد. او را در این اجراها گروه Matmos، پارکینز و یک گروه کر اینوئیت که از طریق آزمونی در سفر به گرینلند پیش از تور انتخاب شده بودند، همراهی می‌کردند. این آلبوم تا پایان سال ۲۰۰۱ دو میلیون نسخه فروخت و در زمان خود سریع‌ترین فروش را در میان آثار بیورک داشت.
از وسپرتین سه تک‌آهنگ منتشر شد: «مکان مخفی»، «شعر پاگانی» و «پیله». موزیک ویدیوی نخستین تک‌آهنگ، «مکان مخفی»، در شبکه ام‌تی‌وی۲ پخش شد و سپس به‌صورت دی‌وی‌دی سینگل منتشر گردید. موزیک ویدیوی «شعر پاگانی» که شامل تصاویر سوراخ‌کاری‌های بدن، نمایش سینه‌های بیورک و شبیه‌سازی عمل جنسی دهانی بود، باعث بروز جنجال بیشتری با شبکه ام تی وی شد و پخش آن در این شبکه ممنوع گردید. این کلیپ در سال ۲۰۰۲ به‌صورت سانسورنشده در برنامهٔ ویژهٔ شبانهٔ «جنجالی تربن موزیک ویدئو ها» در ام‌تی‌وی۲  به نمایش درآمد. ویدیوی «پیله» نیز بیورک را ظاهراً در حالت برهنه (درحالی‌که در واقع لباس تنگی بر تن داشت) نشان می‌داد که نوک سینه‌هایش نخ قرمزی ترشح می‌کنند و در نهایت او را درون یک پیله می‌پیچند. این ویدیو که به کارگردانی هنرمند ژاپنی ایکو ایشیوکا ساخته شده بود، هرگز از ام‌تی‌وی پخش نشد. بیورک برای ضبط قطعه «Gollum’s Song» برای فیلم ارباب حلقه‌ها: دو برج دعوت شد، اما به دلیل بارداری از پذیرش آن خودداری کرد و این ترانه توسط امیلیانا تورینی، خوانندهٔ ایسلندی، اجرا شد.
در سال ۲۰۰۲، جعبه‌سی‌دی Family Tree منتشر شد که شامل آثاری کمیاب و نسخه‌های پیش‌تر منتشرنشده از آثار بیورک، از جمله همکاری او با کوارتت برادسکی، بود. هم‌زمان با آن، آلبوم برترین ها نیز به‌عنوان مروری بر ۱۰ سال فعالیت انفرادی او منتشر شد که فهرست آهنگ‌های آن از طریق نظرسنجی در وبگاه رسمی بیورک و توسط طرفداران انتخاب شده بود. نسخهٔ دی‌وی‌دی این آلبوم نیز عرضه شد که شامل تمامی موزیک ویدیوهای انفرادی بیورک تا آن زمان بود. تک‌آهنگ تازهٔ این مجموعه با نام «It’s in Our Hands» در جدول بریتانیا به رتبه ۳۷ رسید. موزیک ویدیوی این اثر که به کارگردانی اسپایک جونز ساخته شده بود، بیورک را در دوران بارداری نشان می‌داد. او در ۳ اکتبر ۲۰۰۲ دخترش، ایسادورا بیارکار‌دوتیر بارنی، را به دنیا آورد.
بیورک و کوارتت برادسکی قطعه «Prayer of the Heart» را که در سال ۲۰۰۱ توسط آهنگ‌ساز جان تاونر برای او نوشته شده بود، ضبط کردند و این قطعه در سال ۲۰۰۳ در یک نمایش اسلاید برای عکاس آمریکایی نن گلدین پخش شد. در همان سال، بیورک مجموعهٔ جعبه‌ای Live Box را منتشر کرد که شامل چهار سی‌دی با ضبط‌های زندهٔ آلبوم‌های پیشین و یک دی‌وی‌دی با ویدیوی یک قطعه از هر سی‌دی بود. هر یک از این چهار سی‌دی بعدها به‌صورت جداگانه و با قیمت کمتر منتشر شد.

## ترانه‌شناسی
- دبیو (۱۹۹۳)
- پست (۱۹۹۵)
- هموژنیک (۱۹۹۷)
- وسپرتین (۲۰۰۱)
- مدولا (۲۰۰۴)
- ولتا (۲۰۰۷)
- بیوفیلیا (۲۰۱۱)
- ولنیکیورا (۲۰۱۵)
- یوتوپیا (۲۰۱۷)
- فوسورا (۲۰۲۲)